# رونالد آدم
رونالد آدم (بالإنجليزية: Ronald Adam)‏ هو ضابط وطيار وممثل بريطاني (وحمل سابقاً جنسية المملكة المتحدة لبريطانيا العظمى وأيرلندا)، ولد في 31 ديسمبر 1896 في المملكة المتحدة، وتوفي في 28 مارس 1979 بلندن في المملكة المتحدة.

## أعمال

### أفلام
- (1950) سبعة أيام باقية حتى الظهيرة
- (1951) رحلة السيد هولاند
- (1956) حول العالم في 80 يوما[6][7][8]
- (1956) رغبة في الحياة

## وصلات خارجية
- رونالد آدم على موقع IMDb (الإنجليزية)
- رونالد آدم على موقع قاعدة بيانات برودواي على الإنترنت (الإنجليزية)
- رونالد آدم على موقع قاعدة بيانات الفيلم (الإنجليزية)